# NHK教育テレビ少年少女・若者番組
NHK教育テレビ少年少女・若者番組（エヌエイチケーきょういくテレビしょうねんしょうじょわかものばんぐみ）は、NHK教育テレビ（Eテレ）の放送番組時刻表に掲載されている「少年少女・ティーンズ・若者」の各ゾーンで放送された歴代番組の総称である。

## 番組枠の変遷
少年少女・ティーンズ
- 1990年度 - 『中学生日記』がNHK教育テレビの18時台に編成開始。
- 1992年度 - 『6時だ!ETV』を編成。
- 1993年度 - 『天才てれびくん』が放送開始。
- 1994年度 - 『25分枠テレビアニメ』がNHK教育テレビで初めて編成開始。
- 1999年度 - 『少年少女アワー』の編成開始。
- 2003年度 - 『少年少女ゾーン』の編成開始。
- 2005年度 - 『少年少女ゾーン』（18時台）と『ティーンズ教養ゾーン』（19時台）の2枠編成開始。
- 2010年度 - 『少年少女ゾーン』（平日18:00-18:55）と『ティーンズゾーン』（平日18:55-20:00）の2枠編成開始。
- 2014年度 - 『ティーンズゾーン』（平日18:00-20:00）の編成開始。
- 2022年度 - 『Eテレキッズ』内に『天才てれびくん』など『ティーンズゾーン』の一部番組を編入。逆に『Eテレキッズ』の一部番組が本ゾーンにも編入された。従って『ティーンズゾーン』は『Eテレキッズ』の番組と合わせて15:30 - 20:00の4時間30分枠（そのうち『ティーンズゾーン』の枠は17:25 - 20:00の2時間35分）に拡大された。

若者
- 1959年度 - 『青年の歩み』が放送開始。
- 1962年度 - 『若い広場』が放送開始。
- 1975年度 - 日曜日深夜に若者番組の編成開始。『若い広場』が日曜日22:30枠に移動。
- 1982年度 - 土曜日深夜に若者番組の編成開始。『YOU』（土曜日22:30枠）が放送開始。
- 2003年度 - 平日深夜に若者番組の編成開始。『真剣10代しゃべり場』（金曜日23:30枠）、『トップランナー』（木曜日24:00枠）など。
- 2008年度 - 『若者向け短期教養番組』の編成開始。
- 2009年度 - 『若者ゾーン』の編成開始。

## 教育バラエティ
| 番組名                           | 放送期間            | 小分類     |
| -------------------------------- | ------------------- | ---------- |
| 天才てれびくん                   | 1993年度 - 1998年度 | 小中学生   |
| ユメディア号こども塾             | 1995年度 - 1997年度 | 小中学生   |
| 天才てれびくんワイド             | 1999年度 - 2002年度 | 小中学生   |
| 天才ビットくん                   | 2001年度 - 2006年度 | 小中学生   |
| 金曜かきこみTV                   | 2003年度 - 2006年度 | 小中学生   |
| 天才てれびくんMAX                | 2003年度 - 2010年度 | 小中学生   |
| 土曜かきこみTV                   | 2007年度            | 小中学生   |
| ビタミンETV                      | 2007年度 - 2008年度 | 番組紹介   |
| 天才てれびくんMAX ビットワールド | 2007年度 - 2009年度 | 小中学生   |
| シャキーン!ザ・ナイト            | 2009年度 - 2010年度 | 小中学生   |
| テストの花道                     | 2010年度 - 2013年度 | ティーンズ |
| 大!天才てれびくん                | 2011年度 - 2013年度 | 小中学生   |
| 特盛り!テストの花道              | 2012年度            | ティーンズ |
| オトナへのトビラTV               | 2012年度 - 2014年度 | ティーンズ |
| テストの花道 アンコール          | 2014年度 - 2015年度 | ティーンズ |
| ビットワールド                   | 2010年度 - 継続     | 小中学生   |
| Eテレ2355                        | 2010年度 - 継続     | 若者       |
| Rの法則                          | 2011年度 - 2018年度 | ティーンズ |
| Let's天才てれびくん              | 2014年度 - 2016年度 | 小中学生   |
| オトナヘノベル                   | 2015年度 - 2016年度 | ティーンズ |
| テストの花道 ニューベンゼミ      | 2016年度 - 2017年度 | ティーンズ |
| ねほりんぱほりん                 | 2016年度            | 若者       |
| 天才てれびくんYOU                | 2017年度 - 2019年度 | 小中学生   |
| ＃ジューダイ                     | 2017年度 - 2019年度 | ティーンズ |
| 天才てれびくんhello,             | 2020年度 - 継続     | 小中学生   |

| 番組名                   | 放送期間              | 小分類     |
| ------------------------ | --------------------- | ---------- |
| きょーこ先生の空想保健室 | 2011年7月             | ティーンズ |
| 哲子の部屋               | 2012年8月 - 2015年5月 | 若者       |
| むちむち!                | 2015年8月 - 継続      | ティーンズ |

## 趣味・実用
| 番組名                 | 放送期間                                | 小分類         |
| ---------------------- | --------------------------------------- | -------------- |
| オーケストラの魅力     | 1992年度                                | 音楽教養       |
| みんなのうた           | 1993年度 - 1994年度 2003年度 - 2011年度 | 音楽           |
| 20歳の趣味講座         | 1995年度                                | 総合           |
| 熱中ホビー百科         | 1996年度 - 1998年度                     | 総合           |
| みんなの童謡           | 2000年度 - 2006年度                     | 音楽           |
| 地球は歌う             | 2001年度 - 2003年度                     | 音楽           |
| デジスタ・プチ劇場     | 2006年度 - 2009年度                     | アート         |
| 音楽のちから           | 2007年度                                | 音楽教養       |
| アートのちから         | 2007年度                                | アート         |
| からだのちから         | 2007年度                                | スポーツ       |
| ヒミツのちからんど     | 2008年度 - 2010年度                     | 総合           |
| デジスタ・ティーンズ   | 2010年度 - 2011年度                     | アート         |
| スクール Live Show     | 2011年度                                | パフォーマンス |
| スクールライブショー   | 2012年度 - 2014年度                     | パフォーマンス |
| テレビスポーツ教室     | 1962年度 - 継続                         | スポーツ       |
| みんなのうたリクエスト | 2012年度 - 継続                         | 音楽           |
| Eダンスアカデミー      | 2013年度 - 2021年度                     | ダンス         |
| ガールズクラフト       | 2014年度 - 継続                         | クラフト       |
| びじゅチューン!        | 2014年度 - 継続                         | アート・音楽   |
| ごちそんぐDJ           | 2015年度 - 継続                         | 料理           |

| 番組名                                             | 放送期間              | 小分類 |
| -------------------------------------------------- | --------------------- | ------ |
| 80年代の逆襲「宮沢章夫の戦後ニッポンカルチャー論」 | 2013年11月            | 文化   |
| TAKAHIROの「ダンス実験工房」                       | 2014年8月             | ダンス |
| ダン!ダン!ダンス!〜TEMPURA KIDZとおどっちゃお〜    | 2014年8月             | ダンス |
| ABUデジスタ・ティーンズ                            | 2010年10月 - 継続     | アート |
| テクネ 映像の教室                                  | 2012年3月 - 継続      | アート |
| ニッポン戦後サブカルチャー史                       | 2014年8月 - 2016年6月 | 文化   |
| 浦沢直樹の漫勉                                     | 2014年11月 - 継続     | 文化   |

## ドキュメンタリー
| 番組名                            | 放送期間            | 小分類     |
| --------------------------------- | ------------------- | ---------- |
| 海外ドキュメンタリー              | 1982年度 - 1999年度 | 海外       |
| ドキュメント地球時間              | 2000年度 - 2002年度 | 海外       |
| カラフル!                         | 2009年度 - 2011年度 | 小学生     |
| ティーンズプロジェクト フレ☆フレ  | 2012年度 - 2013年度 | ティーンズ |
| 地球ドラマチック                  | 2004年度 - 継続     | 海外       |
| モーガン・フリーマン 時空を超えて | 2016年度            | 海外       |

## 科学
| 番組名                   | 放送期間                                | 小分類     |
| ------------------------ | --------------------------------------- | ---------- |
| 動物ものがたり           | 1958年度 - 1959年度                     | 自然       |
| テレビ昆虫記             | 1959年度                                | 自然       |
| テレビ科学館             | 1959年度 - 1960年度                     | 自然       |
| テレビ実験室             | 1961年度 - 1964年度                     | 実験       |
| みんなの科学             | 1963年度 - 1979年度                     | 青少年総合 |
| 現代科学講座             | 1965年度 - 1968年度                     | 一般総合   |
| 現代の科学               | 1969年度 - 1971年度                     | 一般総合   |
| 地球SOS それいけコロリン | 1992年度 1994年度（再放送）             | 環境       |
| 世界発明物語             | 1992年度                                | 発明       |
| 地球にコンタクト!        | 1992年度 1994年度（再放送）             | 環境       |
| 地球ロマン               | 1995年度 - 1998年度                     | 環境       |
| やってみようなんでも実験 | 1995年度 - 2000年度                     | 実験       |
| サイエンスアイ           | 1996年度 - 2001年度                     | 一般総合   |
| NHKジュニアスペシャル    | 1998年度 - 1999年度 2003年度 - 2005年度 | 青少年総合 |
| デジタル大図鑑           | 1999年度 - 2001年度                     | 自然       |
| 科学デジタル質問箱       | 2000年度 - 2001年度                     | 青少年総合 |
| 科学大好き土よう塾       | 2002年度 - 2008年度                     | 青少年総合 |
| ITホワイトボックス       | 2009年度 - 2011年度                     | 情報技術   |
| 名作ホスピタル           | 2011年度 - 2013年度                     | 健康       |
| サイエンスZERO           | 2003年度 - 継続                         | 一般総合   |
| すイエんサー             | 2009年度 - 継続                         | 青少年総合 |
| 大科学実験               | 2010年度 - 継続                         | 実験       |

| 番組名                                | 放送期間                | 小分類   |
| ------------------------------------- | ----------------------- | -------- |
| ABU未来への航海                       | 2003年3月 - 2009年11月  | 環境     |
| 世界を変える魔法!アルゴリズミ子研究所 | 2014年09月 - 2015年08月 | 情報技術 |

## 仕事・経済
| 番組名                             | 放送期間            | 小分類   |
| ---------------------------------- | ------------------- | -------- |
| 21世紀ビジネス塾                   | 2000年度 - 2004年度 | ビジネス |
| あしたをつかめ 平成若者仕事図鑑    | 2004年度 - 2011年度 | 職業紹介 |
| ビジネス未来人                     | 2005年度 - 2007年度 | ビジネス |
| めざせ!会社の星                    | 2008年度 - 2012年度 | ビジネス |
| 資格☆はばたく                      | 2011年度            | 資格     |
| Good Job!会社の星                  | 2013年度            | ビジネス |
| あしたをつかめ〜しごともくらしも〜 | 2013年度            | 職業紹介 |
| オイコノミア                       | 2012年度 - 2017年度 | 経済学   |
| 人生デザイン U-29                  | 2014年度 - 2017年度 | 職業紹介 |

## 歴史・人物伝
| 番組名                 | 放送期間                    | 小分類 |
| ---------------------- | --------------------------- | ------ |
| まんが日本史           | 1992年度 1995年度（再放送） | 日本史 |
| 西田ひかるの痛快人間伝 | 1993年度                    | 人物伝 |
| おしゃべり人物伝       | 1995年度                    | 人物伝 |
| あの人に会いたい       | 2004年度 - 2007年度         | 人物伝 |

## 教養系トーク・討論
| 年度 | 番組名                   | 番組名                           | 番組名                       |
| ---- | ------------------------ | -------------------------------- | ---------------------------- |
| 1959 | 青年の歩み               | 青年の歩み                       | 青年の歩み                   |
| 1960 | 青年の歩み               | 青年の歩み                       | 青年の歩み                   |
| 1961 | 青年の歩み               | 青年の歩み                       | 青年の歩み                   |
| 1962 | 若い広場                 | 若い広場                         | 若い広場                     |
| 1963 | 若い広場                 | 若い広場                         | われら10代                   |
| 1964 | 若い広場                 | 若い広場                         | われら10代                   |
| 1965 | 若い広場                 | 若い広場                         | われら10代                   |
| 1966 | 若い世代                 | 若い世代                         | 若い世代                     |
| 1967 | 若い世代                 | 若い世代                         | 若い世代                     |
| 1968 | 若い世代                 | 若い世代                         | 若い世代                     |
| 1969 | 若い広場                 | 若い広場                         | 若い広場                     |
| 1970 | 若い広場                 | 若い広場                         | 若い広場                     |
| 1971 | 若い広場                 | 若い広場                         | 若い広場                     |
| 1972 | 若い広場                 | 若い広場                         | 若い広場                     |
| 1973 | 若い広場                 | 若い広場                         | 若い広場                     |
| 1974 | 若い広場                 | 若い広場                         | 若い広場                     |
| 1975 | 若い広場                 | 若い広場                         | 若い広場                     |
| 1976 | 若い広場                 | 若い広場                         | 若い広場                     |
| 1977 | 若い広場                 | 若い広場                         | 若い広場                     |
| 1978 | 若い広場                 | 若い広場                         | 若い広場                     |
| 1979 | 若い広場                 | 若い広場                         | 若い広場                     |
| 1980 | 若い広場                 | 若い広場                         | 若い広場                     |
| 1981 | 若い広場                 | 若い広場                         | 若い広場                     |
| 1982 | YOU                      | YOU                              | YOU                          |
| 1983 | YOU                      | YOU                              | YOU                          |
| 1984 | YOU                      | YOU                              | YOU                          |
| 1985 | YOU                      | YOU                              | 青春プレーバック（総合）     |
| 1986 | YOU                      | YOU                              | 青春プレーバック（総合）     |
| 1987 | 土曜倶楽部               | 土曜倶楽部                       | 土曜倶楽部                   |
| 1988 | 土曜倶楽部               | 土曜倶楽部                       | 土曜倶楽部                   |
| 1989 | 土曜倶楽部               | 土曜倶楽部                       | 土曜倶楽部                   |
| 1990 | 燃えてトライアル（総合） | 燃えてトライアル（総合）         | 燃えてトライアル（総合）     |
| 1991 | 週刊・ヤング情報（総合） | 週刊・ヤング情報（総合）         | 週刊・ヤング情報（総合）     |
| 1992 | ファイト!                | ファイト!                        | ファイト!                    |
| 1993 | ファイト!                | ファイト!                        | ファイト!                    |
| 1994 | ソリトン                 | ソリトン 金の斧銀の斧            | ソリトン 野望山馳参寺!       |
| 1995 | ソリトン                 | 土曜ソリトン SIDE-B              | 日曜ソリトン 夢ときどき晴れ! |
| 1996 | ソリトン（総合）         | ソリトン（総合）                 | 青春ドギィ&マギィ（総合）    |
| 1997 | トップランナー（総合）   | -                                | -                            |
| 1998 | トップランナー（総合）   | -                                | 少年少女プロジェクト特集     |
| 1999 | トップランナー（総合）   | YOU&ME ふたり                    | 少年少女プロジェクト特集     |
| 2000 | トップランナー（総合）   | 真剣10代しゃべり場               | 少年少女プロジェクト特集     |
| 2001 | トップランナー（総合）   | 真剣10代しゃべり場               | 真剣10代しゃべり場           |
| 2002 | -                        | 真剣10代しゃべり場               | 真剣10代しゃべり場           |
| 2003 | トップランナー           | 真剣10代しゃべり場               | 真剣10代しゃべり場           |
| 2004 | トップランナー           | 真剣10代しゃべり場               | 真剣10代しゃべり場           |
| 2005 | トップランナー           | 真剣10代しゃべり場               | 真剣10代しゃべり場           |
| 2006 | トップランナー           | 一期一会 キミにききたい!         | 一期一会 キミにききたい!     |
| 2007 | トップランナー           | 一期一会 キミにききたい!         | 一期一会 キミにききたい!     |
| 2008 | トップランナー           | 一期一会 キミにききたい!         | 一期一会 キミにききたい!     |
| 2009 | トップランナー（総合）   | -                                | 青春リアル                   |
| 2010 | トップランナー（総合）   | -                                | 青春リアル                   |
| 2011 | Rの法則                  | 新世代が解く! ニッポンのジレンマ | 青春リアル                   |
| 2012 | Rの法則                  | 新世代が解く! ニッポンのジレンマ | 青春リアル                   |
| 2013 | Rの法則                  | 新世代が解く! ニッポンのジレンマ | 福島をずっと見ているTV       |
| 2014 | Rの法則                  | 新世代が解く! ニッポンのジレンマ | 福島をずっと見ているTV       |
| 2015 | Rの法則                  | 新世代が解く! ニッポンのジレンマ | 福島をずっと見ているTV       |
| 2016 | Rの法則                  | 新世代が解く! ニッポンのジレンマ | 福島をずっと見ているTV       |

## 若者向け短期教養
| 年度 | 放送時間            | 4月 - 6月                      | 7月 - 9月                      | 10月 - 12月                    | 翌年1月 - 3月                         | 翌年1月 - 3月                         |
| ---- | ------------------- | ------------------------------ | ------------------------------ | ------------------------------ | ------------------------------------- | ------------------------------------- |
| 2008 | 土曜日23:00 - 23:30 | マイロード                     | ○○の国の王子様                 | ミューズの微笑み               | 出社が楽しい経済学                    | 出社が楽しい経済学                    |
| 2009 | 土曜日23:25 - 23:55 | ○○の国の王子様                 | 佐野元春のザ・ソングライターズ | グラン・ジュテ 私が跳んだ日    | 出社が楽しい経済学                    | 出社が楽しい経済学                    |
| 2010 | 土曜日23:45 - 24:15 | スコラ 坂本龍一 音楽の学校     | 佐野元春のザ・ソングライターズ | ミューズの微笑み               | Q〜わたしの思考探究                   | Q〜わたしの思考探究                   |
| 2011 | 土曜日23:00 - 23:30 | 佐野元春のザ・ソングライターズ | ミュージック・ポートレイト     | スコラ 坂本龍一 音楽の学校     | アンジェラ・アキのSONGBOOK in English | アンジェラ・アキのSONGBOOK in English |
| 2012 | 金曜日23:00 - 23:30 | ミュージック・ポートレイト     | ユーミンのSUPER WOMAN          | 佐野元春のザ・ソングライターズ | スコラ 坂本龍一 音楽の学校            | スコラ 坂本龍一 音楽の学校            |
| 2013 | 木曜日23:25 - 23:55 | ミュージック・ポートレイト     | ミュージック・ポートレイト     | 亀田音楽専門学校               | スコラ 坂本龍一 音楽の学校            | スコラ 坂本龍一 音楽の学校            |
| 2014 | 木曜日23:00 - 23:45 | ミュージック・ポートレイト     | ミュージック・ポートレイト     | 亀田音楽専門学校               | 岩井俊二のMOVIEラボ                   | デザインの梅干                        |
| 2015 | 木曜日23:00 - 23:45 |                                |                                | ミュージック・ポートレイト     | 亀田音楽専門学校                      | 岩井俊二のMOVIEラボ                   |
| 2017 | 月曜日23:00 - 23:30 | 超入門!落語 THE MOVIE E        |                                |                                |                                       |                                       |

## テレビドラマ
| 番組名                      | 放送期間            |
| --------------------------- | ------------------- |
| 中学生日記                  | 1990年度 - 2011年度 |
| 6時だ!ETV                   | 1992年度            |
| ドラマ愛の詩                | 1999年度 - 2004年度 |
| 海外少年少女ドラマ          | 1990年度 - 継続     |
| ふるカフェ系 ハルさんの休日 | 2016年度 - 2017年度 |

| 作品名                             | 初回放送日時                                   |
| ---------------------------------- | ---------------------------------------------- |
| クラインの壺                       | 1996年03月18日 - 29日 月 - 金曜日18:25 - 18:50 |
| 夕陽ヶ丘の探偵団                   | 2007年12月29日 - 31日 土 - 月曜日18:50 - 19:20 |
| アルマの伝説〜君の知らない犬物語〜 | 2010年12月13日 - 16日 月 - 木曜日18:55 - 19:20 |

| 作品名                    | 放送期間                      | 放送時間            |
| ------------------------- | ----------------------------- | ------------------- |
| ロズウェル・星の恋人たち  | 2003年4月10日 - 2004年4月1日  | 水曜日24:00 - 24:45 |
| ロズウェル・星の恋人たち  | 2004年4月10日 - 2004年5月1日  | 金曜日25:00 - 28:10 |
| 新ビバリーヒルズ青春白書  | 2010年4月3日 - 2010年9月11日  | 土曜日23:00 - 23:45 |
| カイルXY                  | 2010年10月2日 - 2011年3月19日 | 土曜日23:00 - 23:45 |
| 新ビバリーヒルズ青春白書  | 2011年4月2日 - 2011年5月28日  | 土曜日22:00 - 22:45 |
| 新ビバリーヒルズ青春白書2 | 2011年6月4日 - 2011年10月29日 | 土曜日22:00 - 22:45 |
| 新ビバリーヒルズ青春白書3 | 2011年11月5日 - 2012年3月31日 | 土曜日22:00 - 22:45 |
| glee/グリー               | 2012年4月7日 - 2012年9月8日   | 土曜日22:55 - 23:40 |
| glee/グリー2              | 2012年9月15日 - 2013年2月9日  | 土曜日22:55 - 23:40 |

## 人形劇
| 番組名                        | 放送期間                                                    | 小分類 |
| ----------------------------- | ----------------------------------------------------------- | ------ |
| フラグルロック                | 1990年4月7日 - 1991年3月30日                                | 海外   |
| ひょっこりひょうたん島        | 1993年4月6日 - 1994年5月3日 2003年4月13日 - 2004年3月28日   | NHK    |
| 人形劇 三国志                 | 1995年4月8日 - 1996年7月20日                                | NHK    |
| 人形歴史スペクタクル 平家物語 | 1996年7月27日 - 1997年8月23日                               | NHK    |
| プリンプリン物語              | 2003年4月7日 - 2004年3月25日                                | NHK    |
| サンダーバード                | 2003年4月13日 - 2004年7月8日                                | 海外   |
| 連続人形活劇 新・三銃士       | 2009年10月12日 - 2010年5月28日 2014年4月4日 - 2014年8月22日 | NHK    |
| シャーロックホームズ          | 2014年10月12日 - 2015年3月19日                              | NHK    |
| ホームズ&ワトソン 推理の部屋  | 2015年7月23日 - 2015年9月24日                               | NHK    |

## テレビアニメ
放送枠
午後 - 深夜 - 土曜日午前 - 日曜日午前 - 土曜日18時台
新作（テレビ初放送）
- 飛べ!イサミ
- YAT安心!宇宙旅行
- コレクター・ユイ
- カスミン
- 無人惑星サヴァイヴ
- メジャー
- ツバサ・クロニクル
- 風の少女エミリー
- 電脳コイル
- テレパシー少女 蘭
- 獣の奏者 エリン
- エレメントハンター
- バクマン。
- ファイ・ブレイン 神のパズル
- ログ・ホライズン
- ベイビーステップ
- 境界のRINNE
- クラシカロイド

海外作品
- ひつじのショーン
- スポンジ・ボブ
- おさるのジョージ
- スター・ウォーズ/クローン・ウォーズ
- ザ・ペンギンズ from マダガスカル
- きかんしゃトーマス

旧作（他局放送済）
- ウルトラマンキッズ 母をたずねて3000万光年
- 忍たま乱太郎
- おまかせスクラッパーズ
- あずきちゃん
- カードキャプターさくら
- だぁ!だぁ!だぁ!
- 冒険航空会社モンタナ
- 十二国記
- 学園戦記ムリョウ
- ふしぎの海のナディア
- プラネテス
- 未来少年コナン
- ふたつのスピカ
- アガサ・クリスティーの名探偵ポワロとマープル
- 学園アリス
- 少女チャングムの夢
- シルクロード少年 ユート
- 精霊の守り人
- アリソンとリリア
- こばと。
- GIANT KILLING
- もしドラ
- 日常
- 団地ともお
- ラブライブ!
- 山賊の娘ローニャ
- 3月のライオン

6 - 15分
- 忍たま乱太郎
- おじゃる丸
- リトル・チャロ〜東北編〜
- はなかっぱ
- わしも WASIMO
- ナンダカベロニカ
- 超爆裂異次元メンコバトル ギガントシューター つかさ
- くつだる。
- おまかせ!みらくるキャット団
- ピカイア!
- どちゃもん じゅにあ
- 探偵チームKZ事件ノート
- 少年アシベ GO!GO!ゴマちゃん
- ねこねこ日本史
- ピカイア!!

5分以下
- しばわんこの和のこころ
- リトル・チャロ
- マリー&ガリー
- リトル・チャロ2
- Minuscule ミニスキュル 〜小さなムシの物語〜
- ひつじのショーン チャンピオンシープス
- リトル・チャロ4 New York Agein 日本語版
- おしりかじり虫
- The Sushitown

## その他
| 番組名                      | 放送期間                     | 小分類   |
| --------------------------- | ---------------------------- | -------- |
| ジュニア・文化シリーズ      | 1980年度 - 1981年度          | 総合教養 |
| ジュニア大全科              | 1982年度 - 1984年度          | 総合教養 |
| 教育トゥデイ                | 1996年度 - 2001年度          | 教育問題 |
| 未来への教室                | 2000年度 - 2002年度          | 授業     |
| 教育フォーカス              | 2002年度                     | 教育問題 |
| わくわく授業 わたしの教え方 | 2003年度 - 2007年度          | 授業     |
| 麻里子さまのおりこうさま!   | 2011年度 - 2012年度          | 総合教養 |
| テレビで基礎英語            | 2012年度 - 2014年度          | 英語     |
| 青山ワンセグ開発            | 2012年度 - 2014年度          | 若者娯楽 |
| エデュカチオ!               | 2013年度 - 2014年度          | 教育問題 |
| 課外授業 ようこそ先輩       | 1999年度 2012年度 - 2015年度 | 授業     |
| 白熱教室                    | 2010年度 - 2015年度          | 授業     |
| Eテレ・ジャッジ             | 2015年度                     | 若者娯楽 |
| プレキソ英語                | 2011年度 - 2016年度          | 英語     |
| 東北発☆未来塾               | 2012年度 - 2016年度          | 復興     |
| こども手話ウイークリー      | 1998年度 - 継続              | 障害者   |
| いじめをノックアウト        | 2013年度 - 継続              | いじめ   |
| エイエイGO!                 | 2015年度 - 継続              | 英語     |
| ウワサの保護者会            | 2015年度 - 2021年度          | 教育問題 |

| 番組名                 | 放送期間              | 小分類 |
| ---------------------- | --------------------- | ------ |
| 21人の輪               | 2011年6月 - 2016年3月 | 復興   |
| 福島をずっと見ているTV | 2011年6月 - 継続      | 復興   |
| シンサイミライ学校     | 2012年3月 - 継続      | 防災   |